# NGC 6747
NGC 6747 este o galaxie situată în constelația Dragonul. A fost descoperită în 31 octombrie 1886 de către Lewis A. Swift.